# Peltojärvi, Kemijärvi
Peltojärvi är en sjö i Finland. Den ligger i kommunen Kemijärvi i landskapet Lappland, i den norra delen av landet, 700 km norr om huvudstaden Helsingfors. Peltojärvi ligger 156 meter över havet. Den är 5 meter djup. Arean är 1,26 kvadratkilometer och strandlinjen är 8,87 kilometer lång. Sjön  ingår i Kemi älvs huvudavrinningsområde. 